# 安熙宰
安熙宰（アン・ヒジェ、朝鮮語: 안희재、1956年12月29日 - ）は、大韓民国の韓国放送公社(KBS)所属のアナウンサー。

## 学歴
- 1971年 〜 1974年、淑明女子高等学校（朝鮮語版）卒業
- 1974年 〜 1978年、梨花女子大学校 仏語仏文学科 (1974学番)

## 経歴
- 1978年 期 KBS 公採のアナウンサー (KBS済州放送総局 地域の勤務)